# Lifuka
Lifuka je ostrov, který patří do království Tonga v Tichém oceánu. Je součástí souostroví Ha'apai. Leží v centru země, severovýchodně od hlavního města Nukuʻalofa.
Na ostrově se nachází vesnice Pangai, hlavní správní obec souostroví Ha'apai, a je zde letiště. Lifuka se napojuje na ostrov Foa. Rozloha ostrova je 11,42 km² a žije zde asi 3000 obyvatel.

## Historie
Lifuka je místem, kde James Cook označil při své návštěvě v letech 1773 a 1777 Tongu za „přátelské ostrovy“. Přibližně 40 námořních mil západně od Lifuky leží sopečný ostrov Tofua, kde  v roce 1789 došlo ke vzpouře na Bounty.
V roce 1806 zde zakotvila britská (původně francouzská) loď Port au Prince. Místní obyvatelé zabili polovinu její posádky a následně loď potopili. V roce 2009 byla nalezena kotva Port au Prince a v srpnu 2012 byl objeven u pobřeží ostrova Foa na Tonze i vrak lodi.
V roce 2014 na Lifuce udeřil cyklon, který poničil jediný kostel na ostrově.